# Rhaphiptera candicans
Rhaphiptera candicans es una especie de escarabajo longicornio del género Rhaphiptera, tribu Pteropliini, subfamilia Lamiinae. Fue descrita científicamente por Gounelle en 1908.
La especie se mantiene activa durante el mes de enero.

## Descripción
Mide 17,5 milímetros de longitud.

## Distribución
Se distribuye por Brasil.